# Isla Ifandu
Ifandu (en francés: île Ifandu) es una isla del río Congo, en África Central. Pertenece al Congo - Kinshasa (República Democrática del Congo), y se ubica cerca de la localidad de Mombongo. La isla es de unos 34 km de longitud, ubicándose en las coordenadas geográficas 01°41′57″N 23°10′18″E / 1.69917, 23.17167.